# 동경 33도
동경 33도(東經33度)는 본초 자오선에서 동쪽으로 33도 떨어진 경선이다. 북극점에서 시작하여 북극해, 유럽, 터키, 아프리카, 인도양, 남극해, 남극을 거쳐 남극점에 이른다.
동경 33도는 서경 147도와 이어져 지구의 둘레를 이룬다.
북극점에서 남극점까지 동경 33도선은 다음 지역을 지나간다.
| 좌표                                                  | 나라, 지역, 해역 | 주석                                                                                             |
| ----------------------------------------------------- | ---------------- | ------------------------------------------------------------------------------------------------ |
| 북위 90° 0′ 동경 33° 0′  / 북위 90.000° 동경 33.000°  | 북극해           |                                                                                                  |
| 북위 80° 19′ 동경 33° 0′  / 북위 80.317° 동경 33.000° | 노르웨이         | 노르웨이의 영토인 스발바르 제도의 크비퇴위아섬                                                   |
| 북위 80° 8′ 동경 33° 0′  / 북위 80.133° 동경 33.000°  | 바렌츠해         |                                                                                                  |
| 북위 69° 45′ 동경 33° 0′  / 북위 69.750° 동경 33.000° | 러시아           |                                                                                                  |
| 북위 69° 36′ 동경 33° 0′  / 북위 69.600° 동경 33.000° | 바렌츠해         | 모토프스키만                                                                                     |
| 북위 69° 27′ 동경 33° 0′  / 북위 69.450° 동경 33.000° | 러시아           |                                                                                                  |
| 북위 66° 53′ 동경 33° 0′  / 북위 66.883° 동경 33.000° | 백해             | 칸달락샤 만                                                                                      |
| 북위 66° 42′ 동경 33° 0′  / 북위 66.700° 동경 33.000° | 러시아           |                                                                                                  |
| 북위 52° 16′ 동경 33° 0′  / 북위 52.267° 동경 33.000° | 우크라이나       |                                                                                                  |
| 북위 46° 1′ 동경 33° 0′  / 북위 46.017° 동경 33.000°  | 흑해             | 카르키닛만                                                                                       |
| 북위 45° 41′ 동경 33° 0′  / 북위 45.683° 동경 33.000° | 우크라이나       | 크림 자치 공화국                                                                                 |
| 북위 45° 19′ 동경 33° 0′  / 북위 45.317° 동경 33.000° | 흑해             |                                                                                                  |
| 북위 41° 55′ 동경 33° 0′  / 북위 41.917° 동경 33.000° | 튀르키예         | 앙카라의 동쪽을 지남                                                                             |
| 북위 36° 6′ 동경 33° 0′  / 북위 36.100° 동경 33.000°  | 지중해           |                                                                                                  |
| 북위 35° 22′ 동경 33° 0′  / 북위 35.367° 동경 33.000° | 키프로스         | 북키프로스의 영토 (키프로스 공화국이 영유권 주장) 유엔 키프로스 완충 지대 키프로스 공화국의 영토 |
| 북위 34° 38′ 동경 33° 0′  / 북위 34.633° 동경 33.000° | 아크로티리       | 영국 군주 통치 지역(키프로스 공화국의 영토가 아님)                                               |
| 북위 34° 34′ 동경 33° 0′  / 북위 34.567° 동경 33.000° | 지중해           |                                                                                                  |
| 북위 31° 10′ 동경 33° 0′  / 북위 31.167° 동경 33.000° | 이집트           | 시나이반도                                                                                       |
| 북위 39° 10′ 동경 33° 0′  / 북위 39.167° 동경 33.000° | 수에즈만         |                                                                                                  |
| 북위 28° 29′ 동경 33° 0′  / 북위 28.483° 동경 33.000° | 이집트           |                                                                                                  |
| 북위 22° 0′ 동경 33° 0′  / 북위 22.000° 동경 33.000°  | 수단             |                                                                                                  |
| 북위 3° 52′ 동경 33° 0′  / 북위 3.867° 동경 33.000°   | 우간다           |                                                                                                  |
| 북위 0° 7′ 동경 33° 0′  / 북위 0.117° 동경 33.000°    | 빅토리아호       | 탄자니아의 우카라섬의 서쪽을 통과함                                                              |
| 남위 1° 59′ 동경 33° 0′  / 남위 1.983° 동경 33.000°   | 탄자니아         | 우케레웨섬                                                                                       |
| 남위 2° 6′ 동경 33° 0′  / 남위 2.100° 동경 33.000°    | 빅토리아호       |                                                                                                  |
| 남위 2° 22′ 동경 33° 0′  / 남위 2.367° 동경 33.000°   | 탄자니아         |                                                                                                  |
| 남위 9° 22′ 동경 33° 0′  / 남위 9.367° 동경 33.000°   | 말라위           | 14km 정도                                                                                        |
| 남위 9° 30′ 동경 33° 0′  / 남위 9.500° 동경 33.000°   | 잠비아           |                                                                                                  |
| 남위 12° 42′ 동경 33° 0′  / 남위 12.700° 동경 33.000° | 말라위           | 18km 정도                                                                                        |
| 남위 12° 53′ 동경 33° 0′  / 남위 12.883° 동경 33.000° | 잠비아           | 14km 정도                                                                                        |
| 남위 13° 0′ 동경 33° 0′  / 남위 13.000° 동경 33.000°  | 말라위           | 19km 정도                                                                                        |
| 남위 13° 10′ 동경 33° 0′  / 남위 13.167° 동경 33.000° | 잠비아           | 5km 정도                                                                                         |
| 남위 13° 13′ 동경 33° 0′  / 남위 13.217° 동경 33.000° | 말라위           |                                                                                                  |
| 남위 13° 57′ 동경 33° 0′  / 남위 13.950° 동경 33.000° | 잠비아           | 3km 정도                                                                                         |
| 남위 13° 58′ 동경 33° 0′  / 남위 13.967° 동경 33.000° | 말라위           | 5km 정도                                                                                         |
| 남위 14° 1′ 동경 33° 0′  / 남위 14.017° 동경 33.000°  | 잠비아           | 6km 정도                                                                                         |
| 남위 14° 5′ 동경 33° 0′  / 남위 14.083° 동경 33.000°  | 모잠비크         |                                                                                                  |
| 남위 17° 18′ 동경 33° 0′  / 남위 17.300° 동경 33.000° | 짐바브웨         | 13km 정도                                                                                        |
| 남위 17° 25′ 동경 33° 0′  / 남위 17.417° 동경 33.000° | 모잠비크         | 16km 정도                                                                                        |
| 남위 17° 34′ 동경 33° 0′  / 남위 17.567° 동경 33.000° | 짐바브웨         |                                                                                                  |
| 남위 17° 48′ 동경 33° 0′  / 남위 17.800° 동경 33.000° | 모잠비크         |                                                                                                  |
| 남위 18° 13′ 동경 33° 0′  / 남위 18.217° 동경 33.000° | 짐바브웨         |                                                                                                  |
| 남위 18° 29′ 동경 33° 0′  / 남위 18.483° 동경 33.000° | 모잠비크         |                                                                                                  |
| 남위 19° 45′ 동경 33° 0′  / 남위 19.750° 동경 33.000° | 짐바브웨         |                                                                                                  |
| 남위 20° 1′ 동경 33° 0′  / 남위 20.017° 동경 33.000°  | 모잠비크         |                                                                                                  |
| 남위 25° 28′ 동경 33° 0′  / 남위 25.467° 동경 33.000° | 인도양           | 모잠비크의 본토와 인하카섬의 동쪽 해역을 지남                                                    |
| 남위 60° 0′ 동경 33° 0′  / 남위 60.000° 동경 33.000°  | 남극해           |                                                                                                  |
| 남위 69° 31′ 동경 33° 0′  / 남위 69.517° 동경 33.000° | 남극             | 퀸모드랜드, 노르웨이가 영유권을 주장한다.                                                        |

## 같이 보기
- 동경 32도
- 동경 34도